# Sinoceratops
A Sinoceratops a ceratopsia dinoszauruszok egyik neme, amely a késő kréta korban Kína területén élt. A leírását Hszü Hszing (Xu Xing) és kollégái készítették el 2010-ben. Típusfaja a S. zhuchengensis.

A koponya ismert részei

A centrosaurinák közé tartozó Sinoceratops jelentős, mivel a centrosaurinák és a chasmosaurinák tulajdonságait is magán viseli. A legtöbb centrosaurinánál jóval nagyobb méretet ért el. A Sinoceratops koponyájának becslés szerinti hosszúsága 180 centiméter, amivel a centrosaurina koponyák között a legnagyobbnak számít.

## Fordítás
- Ez a szócikk részben vagy egészben a Sinoceratops című angol Wikipédia-szócikk ezen változatának fordításán alapul.  Az eredeti cikk szerkesztőit annak laptörténete sorolja fel. Ez a jelzés csupán a megfogalmazás eredetét és a szerzői jogokat jelzi, nem szolgál a cikkben szereplő információk forrásmegjelöléseként.